# Ablabesmyia moniliformis
Ablabesmyia moniliformis är en tvåvingeart som beskrevs av Ernst Josef Fittkau 1962. Ablabesmyia moniliformis ingår i släktet Ablabesmyia och familjen fjädermyggor. Inga underarter finns listade i Catalogue of Life.